# الناس أجناس (مسلسل)
الناس أجناس هو مسلسل كويتي كوميدي إنتاج عام 1997، تأليف مبارك الحشاش وإخراج غافل فاضل، ويتكون من 15 حلقة منفصلة وبعد 16 عاما يعود الجزء الثاني من مسلسل الناس أجناس 2 في رمضان 2013.
بطولة غانم الصالح وعبد الرحمن العقل وداود حسين ومحمد حسن وباسمة حمادة وفيصل بوغازي.

## حلقات المسلسل
1. حوسة خبصة: (غانم الصالح , عبد الرحمن العقل).
2. مراهق في السبعين: (غانم الصالح , داود حسين).
3. المهووس: (عبد الرحمن العقل).
4. المنحوس: (داود حسين).
5. تفسير الأحلام: (عبد الرحمن العقل , باسمة حمادة).
6. الصفر: (داود حسين).
7. السرحان: (عبد الرحمن العقل).
8. الزوجة الغيورة: (داوود حسين , فرح علي).
9. عين الحسود: (عبد الرحمن العقل).
10. دلال: (غانم الصالح , باسمة حمادة).
11. العمارة: (عبد الرحمن العقل , داود حسين).
12. الحاسة السادسة: ( عبد الرحمن العقل , غانم الصالح).
13. التاكسي: (غانم داود حسين).
14. وكالة أنباء: ( غانم الصالح , داود حسين , باسمة حمادة).
15. أحوال شخصية: (داود حسين).